# Lorenzo Quartucci
Lorenzo Quartucci, né le 5 avril 1999 à San Giustino (Ombrie), est un coureur cycliste italien. Il est membre de l'équipe Corratec-Vini Fantini.

## Biographie
Lorenzo Quartucci est originaire de San Giustino. Cet Ombrien commence le cyclisme durant son enfance dans un club de Città di Castello. Chez les juniors (moins de 19 ans), il évolue sous les couleurs d'une équipe de Gubbio. Il effectue ensuite ses débuts espoirs en 2018.  
En 2019, il se classe notamment dixième de la Coppa della Pace. L'année suivante, il remporte une course amateur sous les couleurs de la structure Zalf Euromobil Désirée Fior. Il se distingue ensuite en avril 2021 en terminant troisième du Gran Premio della Liberazione, une épreuve de niveau international. Deux mois plus tard, il rejoint l'équipe continentale D'Amico UM Tools. Sous ses nouvelles couleurs, il finit troisième d'une étape du Tour de Roumanie, ou encore quatrième du Grand Prix de Poggiana.  
En 2022, il quitte le niveau continental pour intégrer le club Hopplà-Petroli Firenze-Don Camillo. À vingt-trois ans, il s'illustre chez les amateurs italiens en obtenant trois victoires et douze podiums. Grâce à ses bonnes performances, il passe professionnel en 2023 au sein de l'équipe Corratec,. Durant cette première saison, il parvient à décrocher quelques résultats. Il se classe ainsi quatrième du Grand Prix Santa Rita et d'une étape du Tour de Grèce, dixième du Tour de Hainan ou treizième du Trophée Matteotti. 
En 2024, il reprend la compétition au mois de janvier sur le Sharjah Tour, où il se classe quatrième de l'étape reine. Il enchaîne avec le Tour Colombia, en Amérique latine. Début mars, il termine 51e et meilleur coureur de son équipe sur les Strade Bianche. On le retrouve aussi actif dans diverses échappées sur Tirreno-Adriatico.

## Palmarès et résultats

### Palmarès amateur
- 2019
  - 2e du Giro del Casentino
- 2020
  - Trofeo Mazzetti d'Altavilla
- 2021
  - 3e du Gran Premio della Liberazione
  - 3e du Trofeo Menci Spa
- 2022
  - Trophée Matteotti amateurs
  - Trophée de la ville de Malmantile
  - Giro delle Valli Aretine
  - 2e de la Coppa Lanciotto Ballerini
  - 2e du Trophée de la ville de Brescia
  - 2e du Trofeo Città di San Giovanni Valdarno
  - 2e du Trofeo Città di Lucca
  - 2e du Gran Premio Pretola
  - 2e du Gran Premio Calvatone
  - 3e de la Coppa Collecchio
  - 3e de la Coppa Ciuffenna
  - 3e du Gran Premio d'Autunno

### Palmarès professionnel
- 2025
  - 4e étape du Tour de Thaïlande
  - Trophée de la ville de Castelfidardo
  - The Road Race Tokyo Tama
  - 3e du Tour de Thaïlande

### Classements mondiaux
| Année           | 2021 |
| --------------- | ---- |
| UCI Europe Tour | 748e |